# Euchromia interstans
Euchromia interstans är en fjärilsart som beskrevs av Walker 1854. Euchromia interstans ingår i släktet Euchromia och familjen björnspinnare. Inga underarter finns listade i Catalogue of Life.